# Ашанті
Аша́нті (асанте, асантефо, ашантійці) — народ групи акан, що живе в державі Гана (Західна Африка).

## Територія проживання, спорідненість і чисельність
Ашанті проживають у міжріччі річок Вольта і Тано в областях Ашанті та Бронг-Ахафо.
Багато споріднених народів (денчіра, адансі, асеніє-чіфо, васау та багато ін.), через що обрахувати чисельність власне ашанті дуже складно.
За оцінками на кін. 1990 — 2000-х рр. чисельність ашанті становить бл. 7—8 млн чол..

## Мова і релігія
Розмовляють мовою тві.
Ашанті зберігають традиційні вірування, є християни (католики і англіканці), мусульмани-суніти тощо.

## Етнічна історія

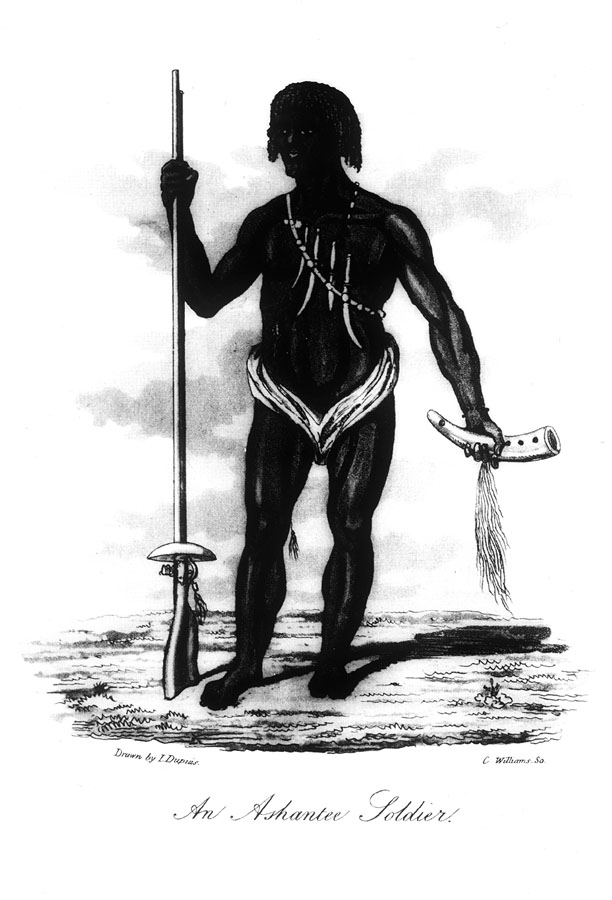
Солдат ашанті XIX ст., іл. Joseph Dupuis, Journal of a Residence in Ashantee, 1824

Відомо, що предки ашанті у XV ст. добували розсипне золото з пісків у долинах річок й виготовляли з нього справжні вироби ювелірного мистецтва (вони володіли технікою литва, філіграні, карбування).
Етнічна спільнота ашанті сформувалась у сер. XVIII — на поч. XIX ст.ст. як результат консолідації різних груп акан на території держави Конфедерації Ашанті (1700—1896 рр.), що виникла як військове об'єднання декількох племен-вождівств (оманів) і з часом перетворилась на міцну потугу — державне феодальне утворення африканського типу зі збереженням рабства.
Завдяки військовій міці, активній работоргівлі з європейцями, посередницькій торгівлі золотом і горіхами кола тощо, ашанті на початок XIX ст. контролювали майже повністю територію сучасної Гани.
Лише в 1897 році, після 8 воєн (т. зв. Ашантійські війни), Британії вдалося силою зброї нав'язати королівству Ашанті свій протекторат.
Національно-визвольна боротьба проти колонізаторів завершилась 1957 року утворенням незалежної держави Гана.
Сьогодні ашанті — провідна нація Гани, основне населення центру країни (складають бл. 1/4 від загалу населення).

## Господарство і суспільство

Прапор Ашанті

Основні традиційні заняття ашанті — ручне циклічне землеробство (ямс, маніок, таро, батат, арахіс, просо, кукурудза, сорго, рис, ананасові, цитрусові, банани, бобові, томати, овочі, олійна пальма, горіхи кола), скотарство (дрібна худоба, свині, свійські птахи), добування золота.
Мисливство, рибальство і збиральництво мають допоміжне значення.
Розвинуті ремесла, дуже відомими з яких є художня обробка золота і різьбярство по дереву.
На сучасному етапі ашанті зайняті в роботах по найму (плантації какао, лісозаготівля) та у промисловості (гірська промисловість і підприємства у містах).
Основа соціальної організації — сільська община, де зазвичай її члени пов'язані тісними родинними зв'язками. Шлюбне поселення носить білокальний характер. Практикується полігінія.

## Матеріальна і духовна культура
Традиційне житло ашанті — чотирикутне в плані, з дерев'яних жердин, обмазаних глиною, з земляною долівкою, з двосхилою стріхою, крите пальмовим листям, залізними листами або шифером.
Традиційний одяг — кенте.
Особливу позицію в культурі займають Адінкра — набір піктографічних символів, кожен з яких є поняттям або афоризмом.
Раціон ашанті складається з рослинних, м'ясних і рибних продуктів — різномантіні каші, супи, фуфу, варені і печені коренеплоди, приправлені пальмовою олією та гострими спеціями.
Зберігаються культи предків (асаманфо), сил природи (духи річок, озер, взагалі водойм). Існує пантеон духів (обосом), на чолі з верховною силою — богом-першотворцем Ньяме.
Дуже багатий фольклор. Особливість — трикстерський цикл про павука Анансі, занесений рабами-ашанті на американський континент, що став невід'ємною рисою усної традиції населення Ямайки, Куби та ін. островів басейну Карибського моря.